# فرودگاه بین‌المللی سکرامنتو
فرودگاه بین‌المللی سکرامنتو (به انگلیسی: Sacramento International Airport) یک فرودگاه همگانی مسافربری با کد یاتا SMF است که یک باند فرود بتن دارد و طول باند آن ۲۶۲۲ متر است. این فرودگاه در شهر ساکرامنتو کشور ایالات متحده آمریکا قرار دارد و در ارتفاع ۸٫۲ متری از سطح دریا واقع شده است.

## شرکت‌های هواپیمایی و مقصدهای پروازی

### مسافری
| شرکت‌های هواپیمایی                    | مقصدهای پروازی | Refs  |
| ------------------------------------ | --- | ----- |
| آئرومکزیکو                           | دن میگوئل هیدالگو وای کوستیا | [ ۱ ] |
| آلاسکا ایرلاینز                      | کاهولوی، سیاتل-تاکوما فصلی: لوس کابوس | [ ۲ ] |
| آلاسکا ایرلاینز اجرا توسط هوریزن ایر | بویزی، پورتلند فصلی: سن دیه‌گو (آغاز از ۲۸ اوت ۲۰۱۷), سیاتل-تاکوما (آغاز از ۲۷ اوت ۲۰۱۷) | [ ۲ ] |
| آلاسکا ایرلاینز اجرا توسط اسکای‌وست   | سن دیه‌گو، سیاتل-تاکوما (پایان در ۲۶ اوت ۲۰۱۷) | [ ۲ ] |
| امریکن ایرلاینز                      | شارلوت داگلاس، اوهر شیکاگو، دالاس-فورت ورث، فینکس اسکای هاربر فصلی: لس‌آنجلس | [ ۳ ] |
| امریکن ایگل                          | لس‌آنجلس | [ ۳ ] |
| دلتا ایرلاینز                        | هارتسفیلد-جکسون آتلانتا، لس‌آنجلس، مینیاپولیس−سنت پل، سالت‌لیک‌سیتی | [ ۴ ] |
| دلتا کانکشن                          | لس‌آنجلس، سالت‌لیک‌سیتی، سیاتل-تاکوما | [ ۴ ] |
| Hawaiian Airlines                    | بین الملی هونولولو | [ ۵ ] |
| جت‌بلو                                | لانگ بیچ، جان اف کندی فصلی: لوگان | [ ۶ ] |
| ساوت‌وست ایرلاینز                     | ثرگود مارشال بالتیمور واشینگتن، بویزی، باب هوپ، میدوی شیکاگو، دالاس لاو، دنور، مک‌کاران، لانگ بیچ، لس‌آنجلس، انتاریو، جان وین، فینکس اسکای هاربر، پورتلند، سالت‌لیک‌سیتی، سن دیه‌گو، سیاتل-تاکوما، اسپوکن | [ ۷ ] |
| یونایتد ایرلاینز                     | اوهر شیکاگو، دنور، جرج بوش، لیبرتی نیوآرک، سانفرانسیسکو، دالس واشینگتن | [ ۸ ] |
| یونایتد اکسپرس                       | دنور، لس‌آنجلس، سانفرانسیسکو | [ ۸ ] |
| Volaris                              | دن میگوئل هیدالگو وای کوستیا | [ ۹ ] |